# 32 dicembre
32 dicembre è un film a episodi del 1988 diretto e interpretato da Luciano De Crescenzo. 
Ispirato al suo libro Oi dialogoi, il film è diviso in tre episodi: Ypocrites, La gialla farfalla e I penultimi fuochi.

## Trama

### Ypocrites
Roma. Il cavalier Sanfilippo si crede Socrate ed è stato appena dimesso dal manicomio; la moglie scrittura due comparse di Cinecittà per impersonare Aristippo e Antistene, discepoli del filosofo. Tutta la famiglia collabora: la moglie si finge Santippe e la domestica Mirto, la concubina; ogni personaggio indossa il costume adatto. Guida l'operazione, da una stanza dell'appartamento, uno strano psichiatra, che si diverte a disorientare i due malcapitati attori, dimostrando loro la relatività dei concetti di presente, passato e futuro.
I discepoli assecondano le stranezze di Socrate fin quando quest'ultimo rivela loro di non essere pazzo affatto: la matta è sua moglie, colei che si finge Santippe, ed egli la asseconda per amore. Saverio e Salvatore, disorientati, chiedono lumi allo psichiatra che confessa che i pazzi sono sia il cavaliere che sua moglie; ma non basta, perché alla fine la domestica rivela ai due attori che il vero pazzo è lo psichiatra, che è in realtà il cugino della signora e di giorno in giorno alterna vari travestimenti: da psichiatra, da prete e da astronomo.

### La gialla farfalla
Carlotta, una nonna di 65 anni, ancora bella, ma soprattutto giovane di spirito, col suo coetaneo e innamorato Ferruccio va a trascorrere una vacanza segreta a Capri, poi decide addirittura di sposarlo, gettando nello scompiglio la famiglia (e soprattutto la nuora), che teme di perdere la futura eredità e agisce quindi in modo da privarla dei suoi averi. Però Carlotta, aiutata dalla nipotina Mimma, riuscirà con un tranello a farsi dare 50 milioni da figlio e nuora e partirà per Parigi col suo amato.

### I penultimi fuochi
A Napoli, un disoccupato, Alfonso, il 31 dicembre è molto amareggiato perché, non avendo denaro, non può esaudire il grande desiderio dei figli di comprare, per quella notte, i botti. Egli ha infatti trascorso l'ultima giornata dell'anno alla ricerca di qualcuno che gli prestasse 100.000 lire per comprare i botti. Dopo aver ottenuto una serie di rifiuti da alcuni amici, Alfonso si rivolge al fratello, il quale è disposto a prestargli 100.000 lire, a patto che Alfonso si faccia umiliare davanti ad amici e parenti per mezz'ora raccontando come ha sperperato l'eredità che gli aveva lasciato il defunto padre.
Poiché Alfonso decide di non sopportare l'ennesima umiliazione, torna a casa senza aver comprato i botti per i suoi figli, i quali a mezzanotte, mentre tutta la città fa festa coi fuochi artificiali, vanno a letto piangendo. Ma il papà ha promesso loro che, non appena egli avrà dei soldi, festeggeranno il Capodanno, in un giorno qualsiasi. E il 12 gennaio Alfonso mantiene la promessa e la sua famiglia fa "i botti" quella notte. Cosicché lui viene denunciato da un vicino per schiamazzi notturni, ma si salva dal guaio grazie alla sua innata furberia: il vicino che lo aveva denunciato era il questore Caradonna, che la notte di Capodanno aveva anch'egli fatto esplodere dei fuochi d'artificio, cosa teoricamente vietata dall'art. 703 del codice penale.

## Riconoscimenti
- Nastro d'argento al migliore attore non protagonista a Enzo Cannavale[1]